# Marcin Pawłowski (piłkarz)
Marcin Pawłowski (ur. 27 listopada 1977 w Knurowie), polski piłkarz, grający na pozycji pomocnika. Znany głównie z występów w Odrze Wodzisław Śląski i Polonii Bytom.